# Rosal (Sutherland)
Rosal era un municipio de Strathnaver, Sutherland, en las Tierras Altas de Escocia, que quedó desierto después de que sus residentes fueran desalojados durante las Liquidaciones de las Tierras Altas de principios del siglo XIX.

## Aldea

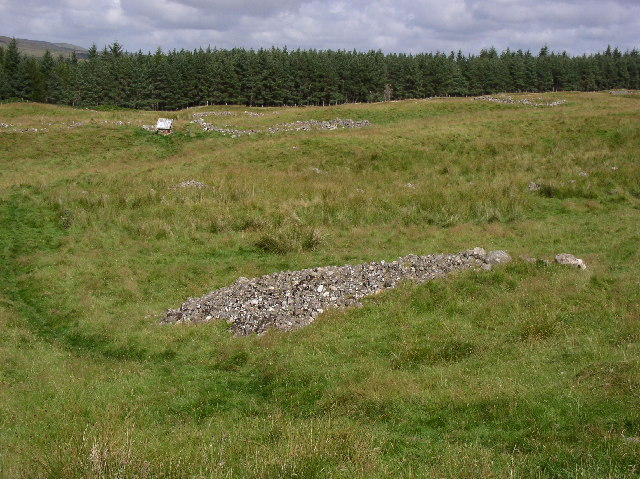
Ruinas del subsuelo del Rosal.

Rosal consta de aproximadamente 80 acres (32 ha), rodeado por un dique circular en el lado este del río Naver, a través de un puente desde Syre. Los registros escritos del asentamiento se remontan a 1269, pero se encontró un subsuelo de la Edad del Hierro en el centro de la ciudad, lo que sugiere que había estado ocupada durante mucho más tiempo.
Antes de la autorización, era el más grande de los 49 municipios de Strathnaver. Un estudio arqueológico realizado en 1962 encontró los restos de 70 edificios, incluidas casas comunales, establos, graneros, letrinas y hornos de secado de maíz.

## Liquidación
En 1813, Patrick Sellar, un factor (administrador de tierras) de Elizabeth Leveson-Gower, duquesa de Sutherland, obtuvo el contrato de arrendamiento para una «nueva granja de ovejas» que constaba de muchos municipios en Strathnaver, y a los inquilinos existentes se les dijo que tendrían que abandonar sus hogares y las tierras de cultivo que les proporcionaban su sustento.
Los residentes organizaron una licitación competitiva para el arrendamiento, pero no tuvieron éxito.
Rosal quedó completamente desierto en 1818.

## Legado
Rosal es muy conocido en parte porque uno de los residentes desalojados, Donald MacLeod, escribió una serie de cartas sobre sus experiencias al periódico Edinburgh Chronicle en 1840, que fueron publicadas como un libro titulado Gloomy Memories. Se construyó un cairn al otro lado del río desde Rosal en memoria de MacLeod conocido como Gloomy Memories Memorial.
En 1962, Horace Fairhurst, arqueólogo de la Universidad de Glasgow, realizó una excavación en Rosal; tres años después, en 1965, el sitio fue declarado monumento histórico. Actualmente es propiedad y está mantenido por Forestry and Land Scotland, y es una atracción turística con pasarelas de madera erigidas para los visitantes.